# John Payne (rugby à XV, 1980)
Pour les articles homonymes, voir Payne et John Payne.
Pas d'image ? Cliquez ici

a Compétitions nationales et continentales officielles uniquement.

b Matchs officiels uniquement.
Dernière mise à jour le 19 novembre 2015.
John Payne, né le 1er février 1980 à Manly (Australie), est un joueur de rugby à XV international tongien, qui a joué pour l'équipe des Tonga entre 2002 et 2003. Il évolue au poste de centre (1,85 m pour 100 kg).

## Carrière

### En club
- Manly  Australie
- 2004 - 2005 : Sale Sharks (Premiership)  Angleterre
- 2005 - 2007 : Racing Métro 92 (Pro D2)  France
- 2007 - 2008 : Blagnac SCR (Pro D2)  France

### En équipe des Tonga
John Payne a connu sa première sélection le 30 novembre 2002 contre l'équipe de Papouasie-Nouvelle-Guinée, et sa dernière le 29 octobre 2003 contre l'équipe du Canada.
Il est retenu pour participer à la coupe du monde 2003 en Australie. Il dispute les quatre matchs de son équipe (Italie, Pays de Galles, Nouvelle-Zélande, Canada).

## Palmarès

### En équipe des Tonga
- 11 sélections
- 5 points (1 essai)
- Sélections par année : 2 en 2002 et 9 en 2003

- Participation à la coupe du monde en 2003 (4 matchs)